# コロンブス (お笑い)
コロンブスは、ものまねを得意とする「みはる」と「TOMO」によるお笑いユニット。トップ・カラー所属。2005年にユニットを解消後は共にピンで活動している。

## メンバー

### みはる
- 本名：前田 晴美（まえだ はるみ、旧姓・岡本）[1]
- 生年月日：1970年（昭和45年）2月9日
- 身長：158cm[1]
- 体重：57kg[1]
- スリーサイズ：B88、W73、H92[1]
- 血液型：A[1]
- 出身地：茨城県日立市
- 1997年デビュー[2]。
- 2018年10月30日放送の『ウチのガヤがすみません!』（日本テレビ）に出演した際、交際中であった23歳年下のものまね芸人・Mr.シャチホコから公開プロポーズを受け、これを承諾して入籍した[3]。
- 主なものまねレパートリー[1]

- - 宇多田ヒカル
  - 大黒摩季
  - 大月みやこ
  - 鬼束ちひろ
  - 工藤静香
  - 香西かおり
  - GAO
  - 小柳ゆき
  - 近藤春菜
  - 坂本冬美
  - 澤穂希
  - 椎名林檎
  - 清水よし子
  - 杉本彩
  - 田嶋陽子
  - CHARA
  - 天童よしみ
  - 中島美嘉
  - 中島みゆき
  - 中村玉緒
  - 中森明菜
  - 長山洋子
  - 仲間由紀恵
  - 野原しんのすけ
  - 濱田マリ
  - こずえ鈴
  - ポケットモンスター
  - 松浦亜弥
  - 松田聖子
  - 松野明美
  - 真矢みき
  - 丸川珠代
  - 美空ひばり
  - 光浦靖子
  - 持田香織
  - 矢井田瞳
  - 山口百恵
  - 山田邦子
  - 山瀬まみ
  - YOU
  - 吉岡聖恵
  - 吉田美和
  - 日本エレキテル連合

### TOMO
- 本名：永野 智子（ながの ともこ）[4]
- 生年月日：1971年（昭和46年）5月22日[4]
- 身長：155cm[4]
- 体重：52kg[4]
- サイズ：B90、W68、H88[4]
- 血液型：A[4]
- 出身地：千葉県柏市
- 妹は豊島区議会議員の永野裕子（ひろこ）。
- 弟は柏市議会議員の永野正敏（まさとし）。
- 2006年10月より産休及び育児休暇中。
- 主なものまねレパートリー[1]

- - 磯野貴理子
  - 岩崎良美
  - 大杉久美子
  - 柏原芳恵
  - 工藤静香
  - 小桜エツ子 -「タママ（ケロロ軍曹）」「ジバニャン（妖怪ウォッチ）」等。
  - 酒井法子
  - 貴家堂子 -「フグ田タラオ」等。
  - さとう珠緒
  - 島崎和歌子
  - 東海林のり子
  - スザンヌ
  - 高畑淳子
  - 中山美穂
  - 野沢雅子 -「孫悟空」等。
  - はいだしょうこ
  - 浜崎あゆみ
  - 日髙のり子 -「浅倉南」等。
  - 広瀬香美
  - 堀ちえみ
  - 堀江美都子
  - 本田美奈子.
  - 松島みのり -「キャンディス・ホワイト・アードレー」「アレキサンドリア・ミート」等。
  - 松本明子
  - 真矢みき
  - 南野陽子
  - 都はるみ
  - 八代亜紀
  - 山田花子

## 出演
コロンブス
- お元気ですか日本列島（NHK総合テレビジョン、2005年4月 - 9月） - 『ハツラツ道場』コーナー出演[1][4]
- 爆笑そっくりものまね紅白歌合戦スペシャル（フジテレビ）[1][4] - 現在は、みはるのみ
- エンタの神様（日本テレビ） - キャッチコピーは「ものまね界のおてんば娘」
- イエヤス（中部日本放送）

TOMO
- テレビ
  - 談志・陳平の言いたい放だい（TOKYO MX、2004年4月10日 - 2008年8月30日） - ナレーション[4]
  - 新・ガンバレ、社長さん（TOKYO MX、2003年4月 - 2004年3月）[4]
- ラジオ
  - 寺ちゃんの飛び出せ!ハッピータウン（文化放送、2003年10月 - 2005年3月）[4]